# Eancé
Eancé é uma comuna francesa na região administrativa da Bretanha, no departamento Ille-et-Vilaine. Estende-se por uma área de 16,8 km². Em 2010 a comuna tinha 421 habitantes (densidade: 25,1 hab./km²).